# Ayn al-Din Gümüshtegin
Ayn al-Din Gümüshtegin (Gumushtegin o Gumushtekin) fou el primer emir danishmendita de Elbistan (1142-1143) i Malatya (després de 1143). Era el petit de quatre germans (Muhammad, Yaghibasan, Yaghan i Gümüshtegin).
Malik Muhammad va morir el 1142 a Cesarea (Kayseri). Yaghibasan governador de Sivas (Sebaste) es va casar amb la vídua de Muhammad i va usurpar el poder proclamant-se malik, en perjudici del seu nebot Dhu l-Nun, fill de Muhammad. Dhu l-Nun fou reconegut a Kayseri i Malatya, i Ayn al-Din, germà de Yaghibasan, va dominar Elbistan i després (1143) Malatya. L'atac de Konya a Malatya (17 de juny) i el setge (fins al 14 de setembre) no van reeixir.
Va governar fins a la seva mort el 1152. El va succeir el seu fill Dhu l-Karnayn.